# Oscar Ralf
Oscar Georg Ralf, ursprungligen Peterson, född 3 oktober 1881 i Malmö, död 3 april 1964 i Kalmar, var en svensk operasångare (tenor) och översättare av opera- och operettexter.

## Biografi
Oscar Ralf var son till orgelbyggaren Hans Peterson. Efter mogenhetsexamen i Malmö 1900 studerade han först klassiska språk och filosofi vid Lunds universitet, men bestämde sig snart för att bli sångare och fick 1902–1904 sin första skolning av John Forsell. Han scendebuterade 1905 på Östermalmsteatern som Orfeus i Orfeus i underjorden. Han var därefter engagerad som operettsångare hos Albert Ranft 1905-1915. Efter det fortsatte han sin utbildning med privata sångstudier, för Gillis Bratt i Stockholm och i Berlin innan han 1918 fick fast engagemang på Kungliga Teatern där han debuterade som Siegmund i Valkyrian och blev Operans främste Wagnertenor, där han tillhörde ensemblen fram till 1940. Han gjorde även gästuppträdanden utomlands, bland annat på Opéra-Comique i Paris 1925 i på festspelen i Bayreuth 1927.
Han översatte över 150 opera- och operettexter och medverkade på över 400 grammofoninspelningar. 
Oscar Ralf var bror till Torsten och Einar Ralf. Han gifte sig 23 maj 1908 med skådespelaren Thérèse Björklund.

## Teater

### Roller (ej komplett)
| År   | Roll                   | Produktion                                                                  | Regi                 | Teater            |
| ---- | ---------------------- | --------------------------------------------------------------------------- | -------------------- | ----------------- |
| 1905 | Planchet               | d'Artagnan Louis Varney, Paul Verrier och Jules Prével                      |                      | Östermalmsteatern |
| 1906 |                        | Lilla drottningen Léon Xanrof och Michel Carré                              |                      | Östermalmsteatern |
| 1906 | Sergeant Flageot       | Hertiginnan av Danzig Ivan Caryll och Henry Hamilton                        |                      | Östermalmsteatern |
| 1907 |                        | Talismanen, eller De bägge rödhåriga Johann Nestroy                         |                      | Oscarsteatern     |
| 1907 | Hoffman                | Hoffmans äventyr Jacques Offenbach, Jules Barbier och Michel Carré          | Emil Linden          | Oscarsteatern     |
| 1907 |                        | Skytte-Lisa Edmund Eysler och Karl Lindau                                   |                      | Oscarsteatern     |
| 1907 | Baron de la Palisse    | Ambassadören Claude Terrasse, Robert de Flers och Gaston Arman de Caillavet | Emil Linden          | Oscarsteatern     |
| 1908 | Alfred                 | Läderlappen Johann Strauss den yngre, Karl Haffner och Richard Genée        |                      | Oscarsteatern     |
| 1909 | Perugil                | Skatten Helfrid Lambert                                                     |                      | Oscarsteatern     |
| 1909 | Malakowski             | Tiggarstudenten Karl Millöcker, Richard Genée och Friedrich Zell            |                      | Oscarsteatern     |
| 1909 | Musikläraren Slowacki  | Fortunas gunstling Karl Gilck                                               | Carl Barcklind       | Oscarsteatern     |
| 1910 |                        | Tjuvskyttarna Jacques Offenbach, Henri Charles Chivot och Alfred Duru       | Emil Linden          | Oscarsteatern     |
| 1911 | Alexis, en hovmästare  | Kyska Susanna Jean Gilbert och Georg Okonkowski                             |                      | Oscarsteatern     |
| 1912 | Prinsen av Burgund     | Prinsen av Burgund Leo Fall, Alfred Maria Willner och Robert Bodanzky       |                      | Oscarsteatern     |
| 1912 | Gaston Deligny         | Gri-Gri Paul Lincke, Heinrich Bolten-Baeckers och Jules Chancel             | Emil Linden          | Oscarsteatern     |
| 1913 | Nankipuh               | Mikadon W.S. Gilbert och Arthur Sullivan                                    | August Bodén         | Oscarsteatern     |
| 1914 | Baron Franz von Hansen | På tu man hand Franz Lehár, Alfred Maria Willner och Robert Bodanzky        | Carl August Söderman | Oscarsteatern     |

## Filmografi
- 1913 - Filmdrottningen

### Diskografier
- Oscar Ralf i Svensk mediedatabas
- Oscar Ralf på 78-varvare
- Therese Ralf på 78-varvare

### Strömmande ljud
- Oscar och Therese Ralf i Stockholmskällan
- Oscar Ralf på Gustavus Adolphus College